# Circuit intégré 7414

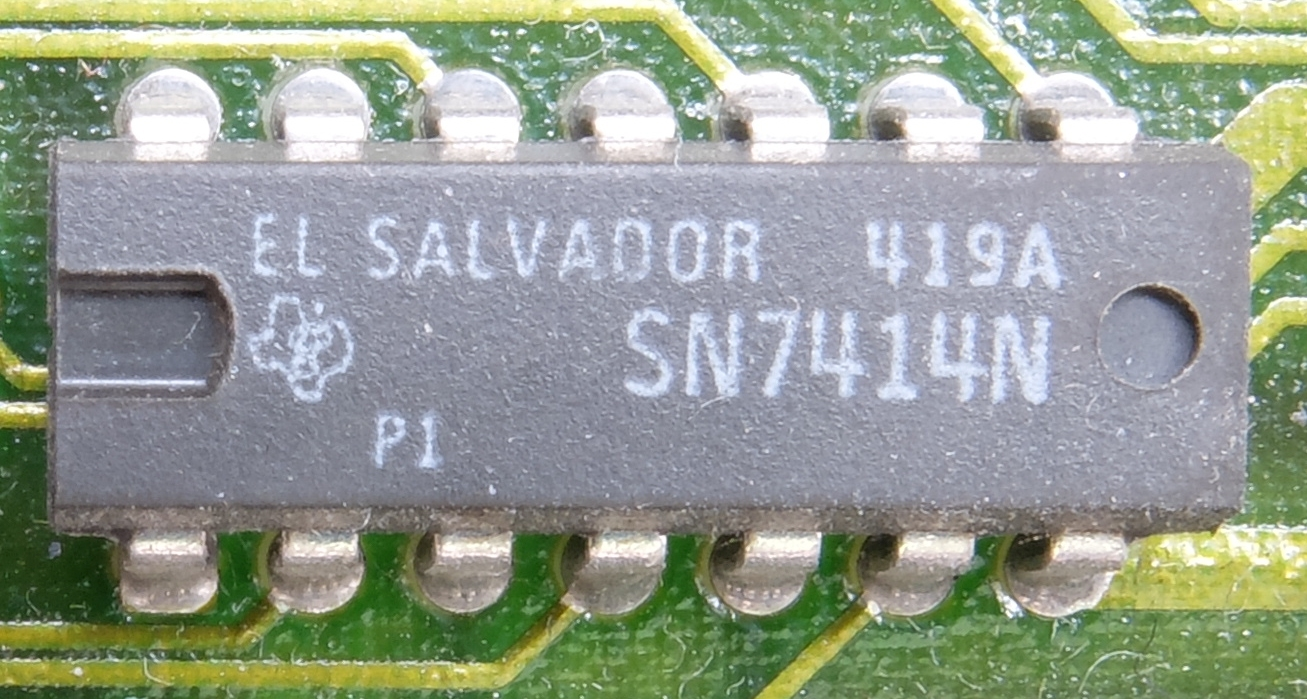
Circuit intégré 7414 (Texas Instruments SN7414N)

Brochage

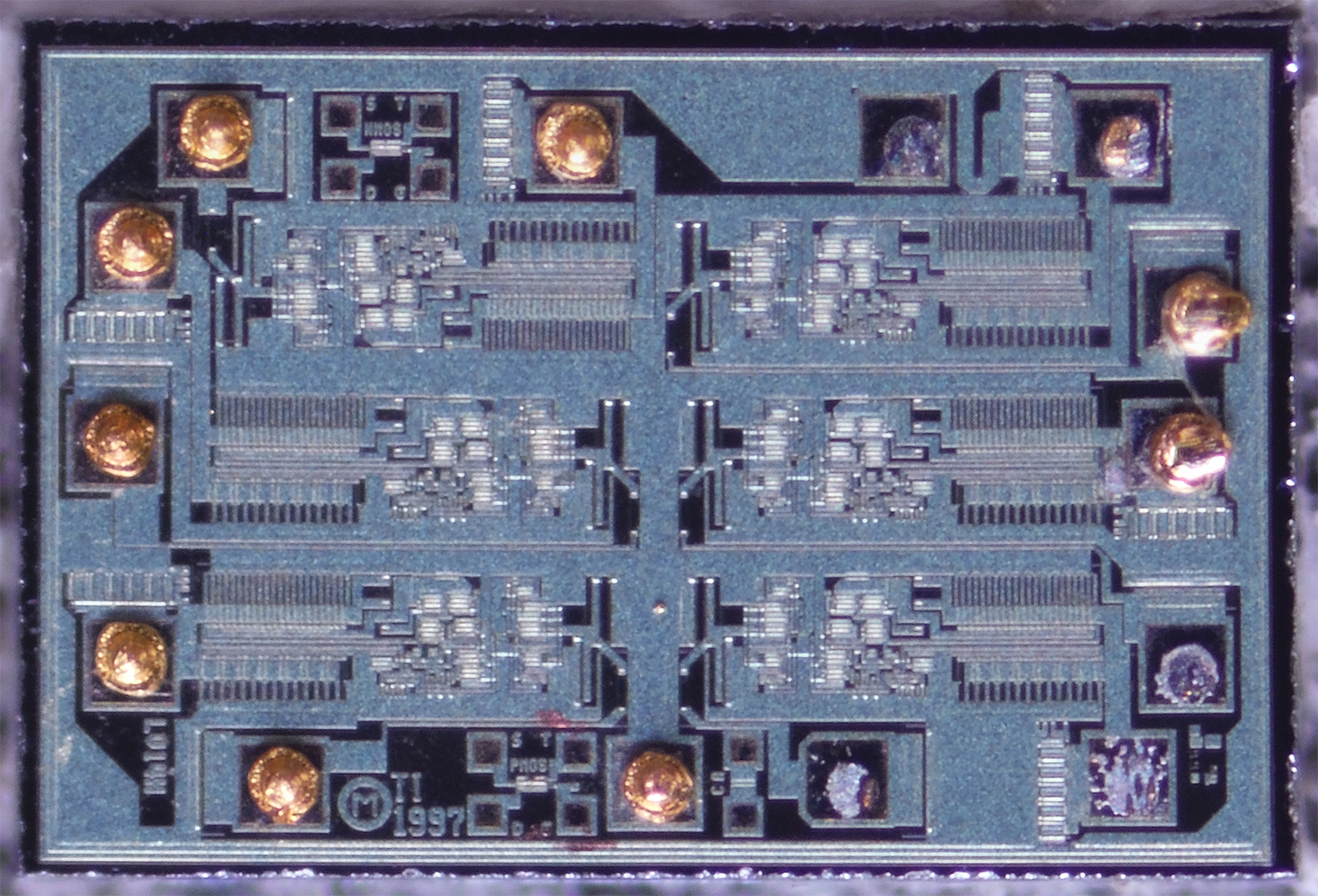
Die d'un 74LV14A

Le circuit intégré 7414 fait partie de la série des circuits intégrés 7400 utilisant la technologie TTL.

Ce circuit est composé de six portes logiques indépendantes inverseuses NON avec trigger de Schmitt.